# Man on the Moon II: The Legend of Mr. Rager
A Man on the Moon II: The Legend of Mr. Rager Kid Cudi amerikai rapper második stúdióalbuma, amely 2010. november 9-én jelent meg. Cudi Man on the Moon trilógiájának a második részeként szolgál, a Man on the Moon: The End of Day után, és a 2020-as Man on the Moon III: The Chosen előtt. Az album fő producerei Emile Haynie és Plain Pat voltak. Az albumon Cudi közreműködött többek között Anthony Kilhofferrel, a Blended Babiesszel, Chuck Inglish-sel, Dot da Geniusszal, Jim Jonsinnal, és Rami Beatzel. Az albumról két kislemez jelent meg: az Erase Me és a Mr. Rager.
Az albumon a pszichedelikus zene van keverve alternatív rockkal, amiket Cudi szintén használt előző albumán. A dalszövegeiben beszél depresszióról, egyedüllétről, elszigetelődésről, kokainfüggőségéről, alkoholizmusáról, hírnévről és családi problémáiról. Az albumon vendégszerepel Cee Lo Green, Mary J. Blige, Kanye West, Cage, St. Vincent, GLC, Chip tha Ripper, és Nicole Wray.
Man on the Moon II: The Legend of Mr. Rager harmadik helyen debütált a Billboard 200-on, miután az első héten 169 ezer példányt adtak el belőle. Az album a kritikusokból összességében pozitív reakciókat váltott ki a változatos hangzása miatt. 2018. március 27-én szerezte meg a platinalemez elismerést.

## Háttere

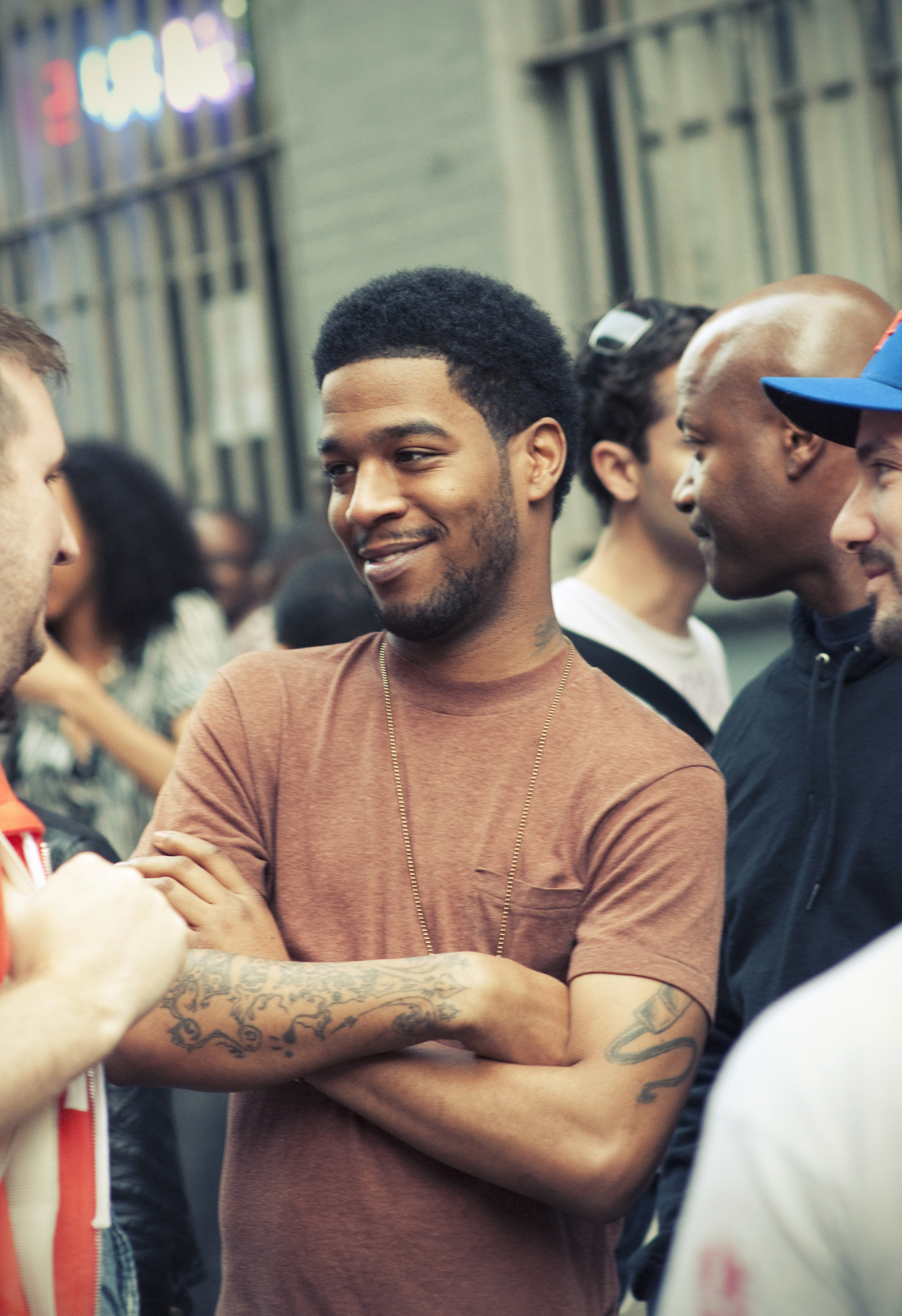
Kid Cudi 2010-ben

2009. augusztus 25-én Cudi bejelentette, hogy a második albuma egy trilógia része lesz. Az eredeti címe Man on the Moon: The Ghost in the Machine lett volna. Ugyanebben az interjúban elmondta, hogy a harmadik rész címében még nem biztos. Három héttel később kiadta a Man on the Moon: The End of Day-t, amely sikeresen debütált. Egy MTV-vel készített interjúban elmondta, hogy a második albuma egy kollaborációkkal telített album lenne Cudder címmel. Ekkor azt mondta, hogy már felvett dalokat Snoop Doggal, Travis Bakerrel, Clipse-szel, Cage-dzsel és Pharrellel és tervez dolgozni Drake-kel, a Green Day-jel, a Kings of Leonnal, Robin Thicke-kel, a The Killersszel és a The Postal Service-szel az albumon. 2010 januárjában bejelentette, hogy Pharrellel dolgozik az albumon Miamiban. Egy héttel később változtatta meg az album címét Cudder and the Evolution of Revolutionre. Pár hónappal később pedig a blogján írt róla, hogy elvetette a kollaborációk ötletét és egy sokkal személyesebb projektet fog kiadni:
Sokatok olvasta a híreket és azt hiszitek tudjátok ki Cudi, mindig van valami mondanivalótok vagy csak szimplán utáltok, de fogalmatok sincs róla ki vagyok. Majd én elmondom Mr. Rager történetét
Bejelentette, hogy az album címe Man on the Moon II: The Legend of Mr. Rager lesz. Ekkor a következőt mondta: „A Man on the Moon II egy természetében sötét album, amely betekintést ad az álmaimba, mint az első album. Betekintést adok az én valóságomba, jóba és rosszba. Jobban el be fogja mutatni, hogy ki vagyok és új dolgokat fogok rajta kipróbálni.” Egy Complex-szel készült interjúban, amely a Mad Man on the Moon címet viselte így beszélt az albumról: „Szókimondó, de okosan. Nem fogom vissza magam. Nem érdekel, hogy az emberek mit gondolnak, mi jó és mi nem. Van, amit néha követek, mint a törvények. De ezen kívül, azt csinálok, amit akarok. Nem fogom vissza magam. Ez az indoka, amiért ennyire izgatott voltam az LA-be költözéssel kapcsolatban, mert nőni akarok a kreativitásomban és emberként is.” „Amikor elkezdtem készíteni olyan dalokat, mint az Erase Me, azt akartam, hogy az album szórakoztató legyen, de nagyon sok sötét dolog volt akkor az életemben. Küzdöttem magammal, hogy ne írjam meg. Frusztrált lettem, hogy egy kollaborációs albumot írok, elkezdett nem érdekelni, és sokkal inkább egy feladat lett belőle, mint valami, amit szívesen csináltam. Nem így kellett volna éreznem. Amikor munkává válik, amit csinálsz, akkor kell visszavonulnod.”

## Felvételek

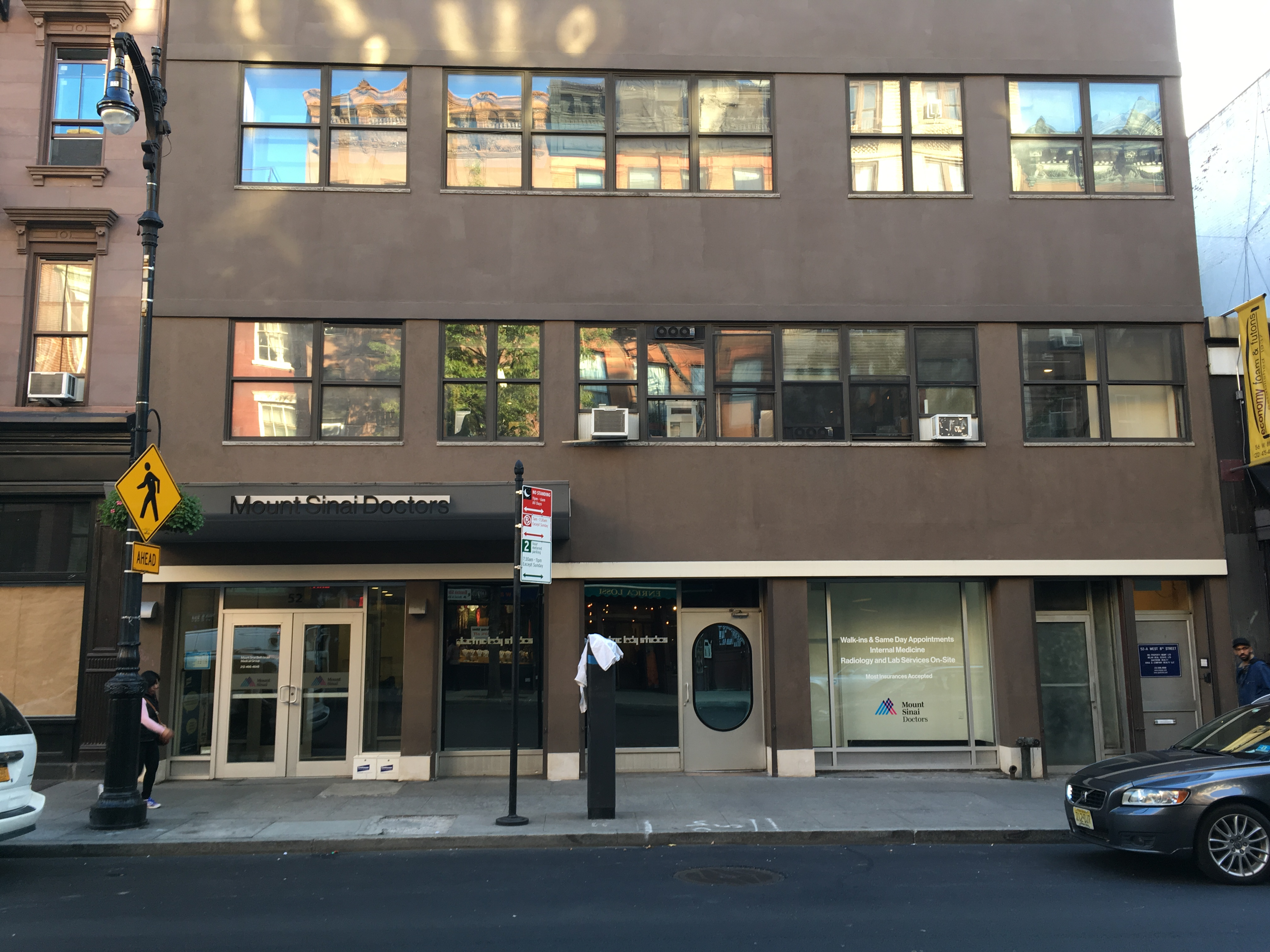
Az Electric Lady Studios, ahol az album felvételeinek egy része történt

Az album felvételei több stúdióban történtek, mint az Avex Recording Studios (Honolulu), az Electric Lady Studios (New York), a Glenwood Place Studios (Burbank), a Parkland Playhouse (Parkland), a The Broski Room (New York), a Westlake Sounds (West Hollywood). A We Aite (Wake Your Mind Up) New Yorkban volt felvéve, a Germano Studios-ban, a Marijuana és az Ashin’ Kusher pedig Los Angelesben, a Record Plantben. A Mr. Rager a NightBird Recording Studiosban, West Hollywoodban. Az albumot a Larrabee Studiosban, a Cirlce House Recording Studiosban, az MSR Studiosban és a Paramount Recording Studiosban keverték. A masterelést Vlado Meller végezte a Universal Mastering Studiosban.
Az album nagy részéért Emile Haynie volt felelős producerként, de a Grammy-győztes Anthony Kilhofferrel is dolgozott az albumon. Larry Gold volt felelős a vonós hangszerelésért és Mike Dean közreműködött gitáron.
Jim Jonsin, aki a Mr. Rager producere volt, B.o.B The Adventures of Bobby Ray albumához hasonlította. „Egy keverék. Ilyen klub cucc, hiphop, hagyományos rap és még egy kis pop-rock keveréke. [...] Csináltunk még egy számot, amin egy Duran Duran dalt dolgoztam fel. Ha minden igaz Cudi és Kanye azon együtt dolgoztak” Cudi később így reagált: „Szeretem Jimet, de félre volt informálva. Nincsen Cudi és Kanye Duran Duran-dal. Szívesebben dolgoznék 90-es évekbeli dalokkal, mint 80-as évekbeliekkel és amikor Jimmel dolgoztam még el se kezdtem dolgozni Plain Pattel és Emile-lel, szóval az irányzat még el se volt döntve.”
Egy 2010 szeptemberi Spike TV interjúban Cudi az album vendégszereplőiről beszélt: „Amikor közreműködőkről beszélünk, általában a haverjaimhoz ragaszkodom. Chip tha Ripper, GLC, akik a GOOD Musicnál vannak, Cage és Mary J. Blige is rajta van az albumon. CeeLo is rajta van az albumon. Lényegében ott folytatom, ahol abbahagytam.”

## Kiadás és promóció
Eredetileg az album kiadását augusztusra tervezték, de végül ezt 2010. szeptember 14-re tolták. Ez még mindig nem a végleges kiadási időpont volt, három halasztás után került a hivatalos időpontra 2010. november 9-re.
Cudi hivatalos oldalán, 2010 júniusában bejelentette, hogy szerepelni fog a New York-i Bape boltnál, egy üzenettel „for the revolution” (a forradalomért). Később aznap este előadta a REVOFEVet, amely a Revolution of Evolution rövidítése. Hét nappal később kiadatta a számot, mint promocionális kislemezt. A dal producere Plain Pat volt. Augusztus 16-án a G.O.O.D Ass Mixtape-en adata ki az Erase Met, a Wilyn Cause I’m Youngot (később: Wild’n Cuz I’m Young) és a Mr. Ragert. Másnap jelent meg hivatalosan az Erase Me kislemezként.
2010 októberében mutatta be Cudi először a Man on the Moon II albumborítóját. Egy héttel később adta ki a számlistát. 2010. október 29-én jelent meg a These Worries, amely után három nappal adta ki az album előzetesét. November 4-én Cudi bejelentette, hogy kiad egy rövidfilmet a Maniac című szám mellé, amelyet Shia LaBeouf rendez. Ezt a dalt Cage-dzsel és St. Vincent-tel együtt debütáltatta a The Tonight Show Staring Jimmy Fallon-on. Cudi ezek után tartott egy albumdedikálást a Bape boltban New Yorkban. Ide egy autó tetején érkezett és előadta a REVOFEVet és a Pursuit of Happinesst a rajongóinak.
Az album egy DVD-vel érkezett azoknak, akik megrendelték, amely egy 20 perces dokumentumfilm volt The Journey of Mr. Rager címmel, amely egy kis betekintést mutat Cudi életébe. Találhatóak benne videóklipek forgatásai és fellépések. Az iTunes-on megjelent verzión található egy bónusz dal, a Maybe. 2011 áprilisában. Cudi a MySpace blogján jelentette be a The Cud Life Tourt, amely április és augusztus között ment végbe. A turnéja közben végig betekintést adott a rajongóinak a blogján keresztül Vimeón, a Kev felhasználónév alatt. 2011 októberében jelent meg a Maniac rövidfilm, amelyben két gyilkos szerepel, akik a dolgukat végzik egy karácsonyi időszakban. A videónak nem sok köze volt a dalhoz.

## Kislemezek

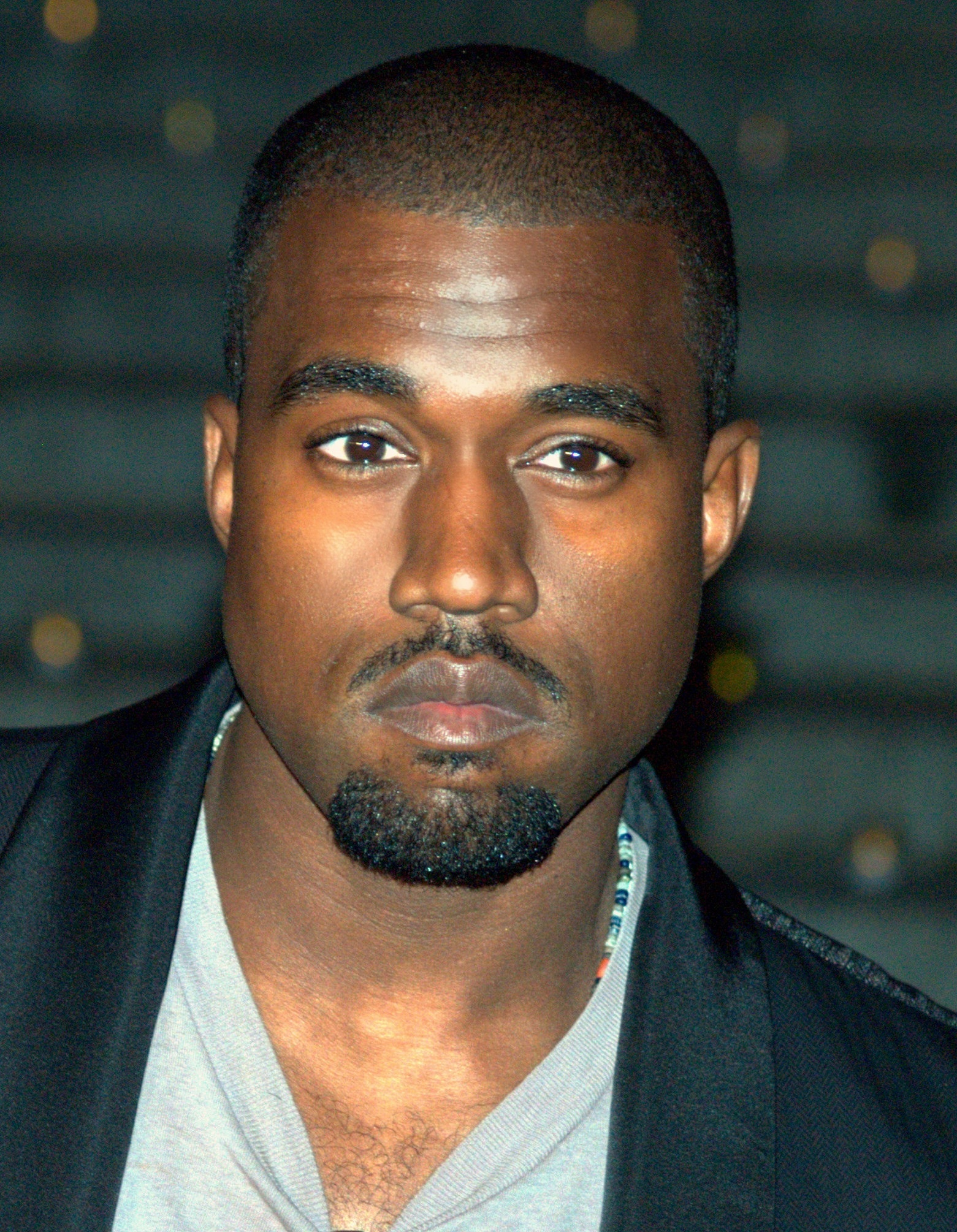
Kanye West együttműködött Cudival az Erase Me című kislemezén

Az album első kislemeze az Erase Me volt, amely egy kollaboráció volt Kanye Westtel. Öt hetet töltött a Billboard Hot 100 slágerlistán és a 22. helyen debütált. A kanadai Hot Canadian Digital Song Sales listán 10 hetet töltött és a 8. helyen végzett, Angliában a UK Singles listán az 58., míg a UK R&B Singles-ön a 18. helyig jutott. 2010 októberében adták ki a videóklipet a dalhoz, amely az 1960-as évek hangulatát idézi. Kid Cudi Jimi Hendrix szerepében játszik, míg West egy fekete öltönyt visel, koronát és ékszereket. Cudi együttesének maradék két tagját Christopher Mintz-Plasse és Clark Duke alkotja. 2016 szeptemberében platinalemez elismerést kapott a RIAA-tól.
A második kislemez, a Mr. Rager 2010. október 25. jelent meg. A Billboard Hot 100-on a 77. helyen debütált. 2011 szeptemberében jelent meg Cudi videóklipje a dalhoz, amelyet Jeremie Rozan rendezett. Kanye West is megjelenik röviden a videóban.

### Egyéb dalok
A Scott Mescudi vs. the World 92. helyen debütált a Billboard Hot 100-on és a 20. helyen az R&B/Hip-Hop Digital Song Sales slágerlistán. A Marijuana című szám 54. helyen debütált a Billboard Hot 100-on és a kilencedik helyen az R&B/Hip-Hop Digital Song Sales-en, 2010 júniusában jelentették meg hozzá a videóklipet. 2014 áprilisában pedig aranylemez elismerést kapott a RIAA-tól.

## Kereskedelmi teljesítménye
Man on the Moon II: The Legend of Mr. Rager harmadik helyen debütált a US Billboard 200-on, és az első héten 169 ezer példányban adták el. A második héten lépte át a 200 ezres határt. A debütáló hetében az album első helyen végzett a Billboard Top Rap és Top R&B/Hip-Hop Albumok slágerlistákon. 2011 decemberéig 353 ezer példányt adtak el belőle az Egyesült Államokban. 2018 márciusában platinalemezt kapott a RIAA-tól, mert több, mint egy millió eladott albumért az Egyesült Államokban.
Kanadában az ötödik helyen végzett első hetében, míg az Egyesült Királyságban a 88. helyen.

## Számlista
| 1. | Scott Mescudi vs. the World (CeeLo Green közreműködésével) | Haynie    | 3:55 |
| 2. | REVOFEV                                                    | Plain Pat | 3:03 |

| 3. | Don’t Play This Song (Mary J. Blige-dzsal) | Haynie                 | 3:43 |
| 4. | We Aite (Wake Your Mind Up)                | Haynie                 | 1:27 |
| 5. | Marijuana                                  | Dot da Genius Kid Cudi | 4:20 |
| 6. | Mojo So Dope                               | Haynie                 | 3:31 |

| 7.  | Ashin’ Kusher            | Chuck Inglish | 3:49 |
| 8.  | Erase Me (Kanye Westtel) | Jim Jonsin    | 3:13 |
| 9.  | Wild’n Cuz I’m Young     | Plain Pat     | 4:14 |
| 10. | The Mood                 | Haynie        | 2:36 |

| 11. | Maniac (Cage-dzsel és and St. Vincenttel)               | Kilhoffer      | 2:58 |
| 12. | Mr. Rager                                               | Haynie         | 4:54 |
| 13. | These Worries (Mary J. Blige-dzsal)                     | Haynie         | 4:16 |
| 14. | The End (GLC-vel, Chip tha Ripperrel és Nicole Wrayjel) | Blended Babies | 4:21 |

| 15. | All Along          | Haynie                 | 3:23 |
| 16. | Ghost!             | Haynie                 | 4:49 |
| 17. | Trapped in My Mind | Dot da Genius Kid Cudi | 3:34 |

| 18. | Maybe | Dot da Genius Rami Beatz | 2:50 |

### Felhasznált dalok az albumon
- Mojo So Dope: Claustrophobia, eredetileg: Choir of Young Believers.
- Maniac: The Strangers, eredetileg: St. Vincent.
- The End: I Need Your Love, eredetileg: Skip Mahoney and The Casuals.
- Ghost!: My Rainbow Life,  eredetileg: The Freak Scene.

## Előadók
Az AllMusic alapján:
| - Kid Cudi – művészi kivitelezés, rendező, executive producer - Jennifer Beal – producer - Blended Babies – producer - Ray Bradley – gitár - Sandy Brummels – kreatív rendező - Chip tha Ripper – hangmérnök - Mike Dean – gitár, orgona, zongora - R. Evans – producer - Dot da Genius – hangmérnök, keverés, producer - Larry Gold – vonós hangszerelés, vonósók - Leonard Harris – hangmérnök - Emile Haynie – hangmérnök, executive producer, billentyűk, producer, szintetizátor - Ghazi Hourani – hangmérnök - Matt Huber – asszisztens - Chuck Inglish – producer - Jim Jonsin – billentyűk, producer, programozás - J.P. Keller – basszus, gitár - Anthony Kilhoffer – hangmérnök, keverés, producer - Brent Kolatalo – hangmérnök - Anthony Kronfle – hangmérnök - Ken Lewis – basszus, gitár, billentyűk, fafúvósok - Pamela Littky – fényképész | - Erik Madrid – asszisztens - Robert Marks – keverés - Manny Marroquin – keverés - Graham Marsh – hangmérnök - Sean McCoy – asszisztens - Vlado Meller – masterelés - Christian Mochizuki – hangmérnök - Rich Perry – hangmérnök - Christian Plata – asszisztens - Kevin Porter – hangmérnök - Patrick "Plain Pat" Reynolds – executive producer - Frank Romano – gitár, basszus - Mark Santangelo – asszisztens - Ryan West – hangmérnök, keverés - Jason Wilkie – asszisztens - James Wisner – hangmérnök - Andrew Wright – hangmérnök - Anthony Wright – hangmérnök |

## Teljesítménye a slágerlistákon

### Heti slágerlisták
| Slágerlisták (2010-2012)               | Legmagasabb pozíció |
| -------------------------------------- | ------------------- |
| Kanadai Albumok (Billboard)            | 5                   |
| Francia Albumok (SNEP)                 | 77                  |
| Német Albumok (Offizielle Top 100)     | 64                  |
| Svájci Albumok (Schweizer Hitparade)   | 36                  |
| UK Albumok (OCC)                       | 88                  |
| UK R&B Albumok (OCC)                   | 12                  |
| US Billboard 200                       | 3                   |
| US Top Catalog Albumok (Billboard)     | 31                  |
| US Top R&B/Hip-Hop Albumok (Billboard) | 1                   |
| US Top Rap Albumok (Billboard)         | 1                   |

### Év végi slágerlisták
| Év   | Slágerlista                            | Legmagasabb Pozíció |
| ---- | -------------------------------------- | ------------------- |
| 2010 | US Billboard 200                       | 193                 |
| 2010 | US Top R&B/Hip-Hop Albumok (Billboard) | 47                  |
| 2010 | US Top Rap Albumok (Billboard)         | 18                  |
| 2011 | US Billboard 200                       | 134                 |
| 2011 | US Top R&B/Hip-Hop Albumok (Billboard) | 30                  |
| 2011 | US Top Rap Albumok (Billboard)         | 14                  |

## Minősítések
| Régió                   | Minősítés    | Darabszám |
| ----------------------- | ------------ | --------- |
| Egyesült Államok (RIAA) | Platinalemez | 1,000,000 |

| Régió                   | Cím       | Minősítés       | Darabszám |
| ----------------------- | --------- | --------------- | --------- |
| Egyesült Államok (RIAA) | Erase Me  | 2x Platinalemez | 2,000,000 |
| Egyesült Államok (RIAA) | Marijuana | Aranylemez      | 500,000   |